# Therapeutische Beziehung
Dieser Artikel wurde auf der Qualitätssicherungsseite des Wikiprojekts Psychologie eingetragen. Dies geschieht, um die Qualität der Artikel aus dem Themengebiet Psychologie zu verbessern. Dabei werden Artikel verbessert oder auch zur Löschung vorgeschlagen, wenn sie nicht den Kriterien der Wikipedia entsprechen. Hilf mit bei der Verbesserung und beteilige dich an der Diskussion im Projekt Psychologie.
Die Therapeutische Beziehung beschreibt die Beziehung zwischen Patient und Therapeut. Diese Bindung besteht auf rein professioneller Ebene und orientiert sich an den Bedürfnissen und Zielen des Patienten.
In der Psychoanalyse definiert sich diese Beziehung durch drei Teile: Arbeitsverhältnis, Übertragung und soziale Beziehung.

## Therapeutisches Verhältnis / Arbeitsverhältnis
Das Therapeutische Verhältnis / Arbeitsverhältnis ergibt sich aus der Zusammenarbeit von Patient und dem analytischen Part des Therapeuten.
Bordin beschreibt dieses Arbeitsverhältnis bestehend aus drei Teilen: Aufgaben, Zielen und der Bindung. Aufgaben werden eruiert, um die persönlichen Ziele des Patienten zu erreichen. Die Ziele werden zu Beginn der Therapie besprochen, um gemeinsam den Weg bestreiten zu können. Die Bindung wird über Zeit aufgebaut und durch Vertrauen und den Erfolg, den die Therapie bringt, verstärkt. Die Bindung von Patient und Therapeut ist ausschlaggebend für den Erfolg der Therapie.

## Nötige Voraussetzungen / Bedingungen
In der Humanistischen Psychologie zählt Carl Rogers nötige Bedingungen auf, die vorhanden sein müssen, um eine erfolgversprechende Basis zu schaffen. Beinhaltet sind die drei Grundvoraussetzungen: Kongruenz (Übereinstimmung), Akzeptanz und Empathie.
1. Es muss eine gleichrangige Beziehung zwischen Patient und Therapeut bestehen.
2. Ein vorhandener Konflikt beim Patienten basierend auf persönlichen Erfahrungen und einer potentiellen Traumatisierung.
3. Die Akzeptanz des Therapeuten.
4. Eine neutrale und unterstützende / positive Haltung des Therapeuten.
5. Der Therapeut entwickelt ein empathisches Verständnis für die Situation des Patienten.
6. Der Patient nimmt den Therapeuten als unterstützend und empathisch wahr.

## Übertragung
Sigmund Freud beschreibt die Therapeutische Beziehung als friendly or affectionate feelings (zugewandte beziehungsweise warmherzige Gefühle) in Form einer positiven Übertragung. Dennoch kann es auch passieren, dass die Übertragung des Therapeuten negativ für den Patienten ist. Beispielsweise kann es passieren, dass der Therapeut durch einen neuen Patienten an eine alte, negative Beziehung oder Erfahrung erinnert wird. Diese daraus resultierenden alten Emotionen spiegelt der Therapeut auf den Patienten zurück. Eine ideale erste Sitzung mit einem Patienten soll Sicherheit und eine positive Übertragung beinhalten.